# Poșta veche din Călărași
Poșta veche din Călărași este un monument istoric aflat pe teritoriul municipiului Călărași.Acesta a fost restaurat in anul 2020. Construită înainte de anul 1894 (pe vremea lui Carol I) cu funcțiunea principală de Poștă, clădirea situată în Str. București nr. 193 este singura clădire de Poștă de acest tip care mai există în acest moment în România.

## Istoric
Clădirea a funcționat ca poștă până în perioada comunistă (cca. 1950), când a devenit Tribunal, iar apoi Casa Căsătoriilor. După 1989 a funcționat ca sediu al unor firme private, ca sediu al unor partide politice, ca locuință socială, fiind ulterior abandonată (1997), moment din care a inceput să se degradeze.

## Restaurare
La sfârșitul anului 2018 au început lucrările de restaurare a clădirii. Cu un colectiv de profesioniști (ingineri, experți tehnici, restauratori - artiști plastici) coordonat de specialiști atestați de către Ministerul Culturii - Finta Flavio (Manager proiect), Marcu Adrian (șef de șantier) și Stefan Valentin (specialist restaurator componente artistice), firma Rasub Construct Arhivat în 21 ianuarie 2021, la Wayback Machine. a finalizat cu succes în anul 2020 acest proiect important, redând monumentului funcționalitatea de clădire publică și pastrând nealterate volumetria și arhitectonica monumentului.  
Cu o clădire aflându-se într-o stare de degradare accentuată, aproape de colaps, procesul de restaurare a fost o provocare pentru constructor, clădirea necesitând importante intervenții structurale pentru asigurarea stabilității. Au fost executate lucrări de consolidare a terenului de fundare, de subzidiri, turnare centuri, consolidarea pereților structurali din zidărie prin injectări în masă, rezidiri, refacere planșee și structură acoperiș. Puternic afectată de umiditatea provenită din infiltrații datorate lipsei acoperișului și apei provenită din capilaritate, zidăria prezenta degradări pronunțate fiind afectată de atacuri chimice și biologice, depuneri de săruri, ingheț. Au fost executate lucrări de biocidare, injectări cu concentrat pe bază de microemulsii siliconice pentru stoparea accesului capilar și au fost aplicate tratamente compresă și tencuieli de asanare.
Îmbinarea principiilor restaurării conservative cu cea creativă și-au găsit ecou în restaurarea arhitecturii ornamentale a elementelor decorative din ceramică arsă ale fațadelor. Întrucât majoritatea ornamentelor și profilelor fațadei au fost distruse, s-a procedat la refacerea acestora având la dispoziție câteva piese originare păstrate în custodia Muzeului Dunării de Jos sau documente de arhivă. Acestea au fost supuse unor operațiuni de restaurare și conservare constând în îndepărtarea depunerilor de carbonați de calciu prin tratamente chimice urmate de neutralizarea și uscarea fragmentelor la temperatură ambientală, asamblarea cu adezivi compatibili, completări volumetrice, integrare cromatică și conservare finală prin pensulare. 
Pe parcursul intervențiilor au fost utilizate toate mijloacele moderne care stau la dispoziția proiectanților și constructorilor, fără a schimba caracterul monumentului și stilul arhitectonic. Toate intervențiile au fost făcute de Rasub Construct în spiritul regulilor restaurării si conservării monumentelor istorice, având la bază proiectul întocmit de SC Polarh[nefuncțională]
.  

## Prezent
Centrul cultural Poșta Veche va oferi comunității și turiștilor un spațiu inedit în care vor fi prezentate informații privind istoria locurilor și oamenilor, se va constitui într-un loc unde vor exista oportunități pentru dobândirea și dezvoltarea abilităților practice, un loc unde doritorii vor avea acces facil la biblioteci on-line, atelier foto-video, atelier de tradiții locale, atelier de pictură/gravură hârtie/tipografie și spații expoziționale. 

## Galerie

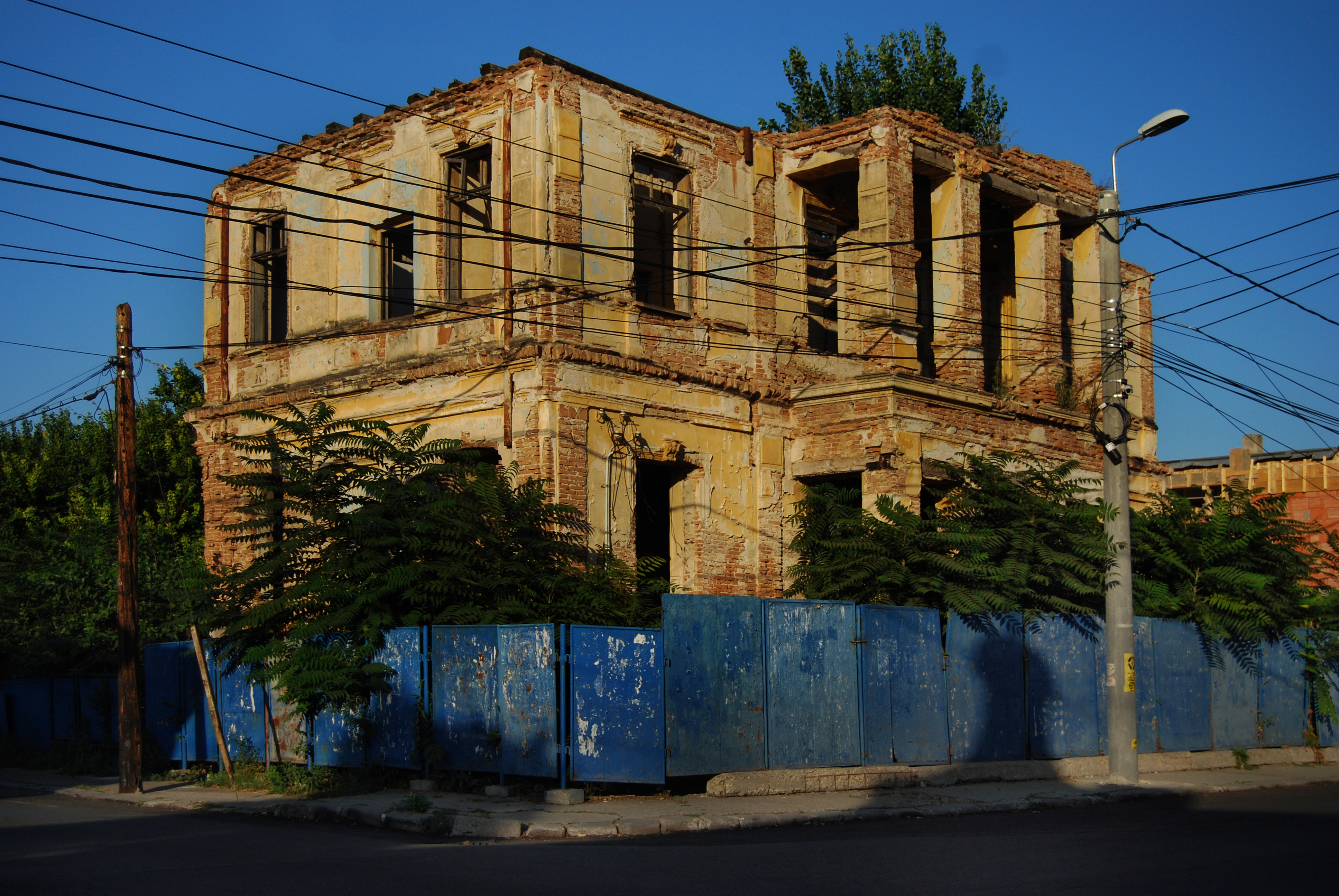
Posta inainte de renovare (perspectiva).
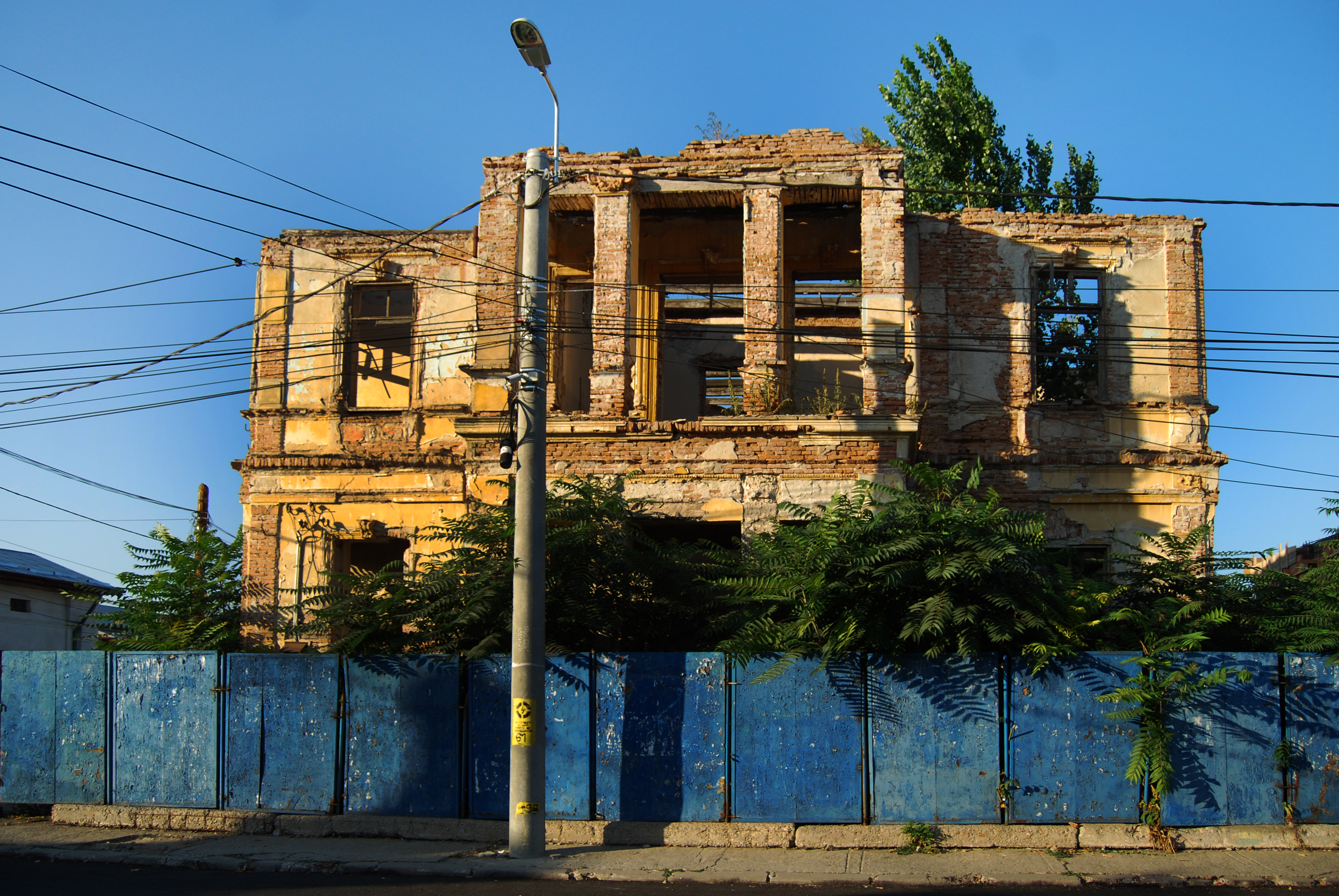
Posta inainte de renovare (frontal).
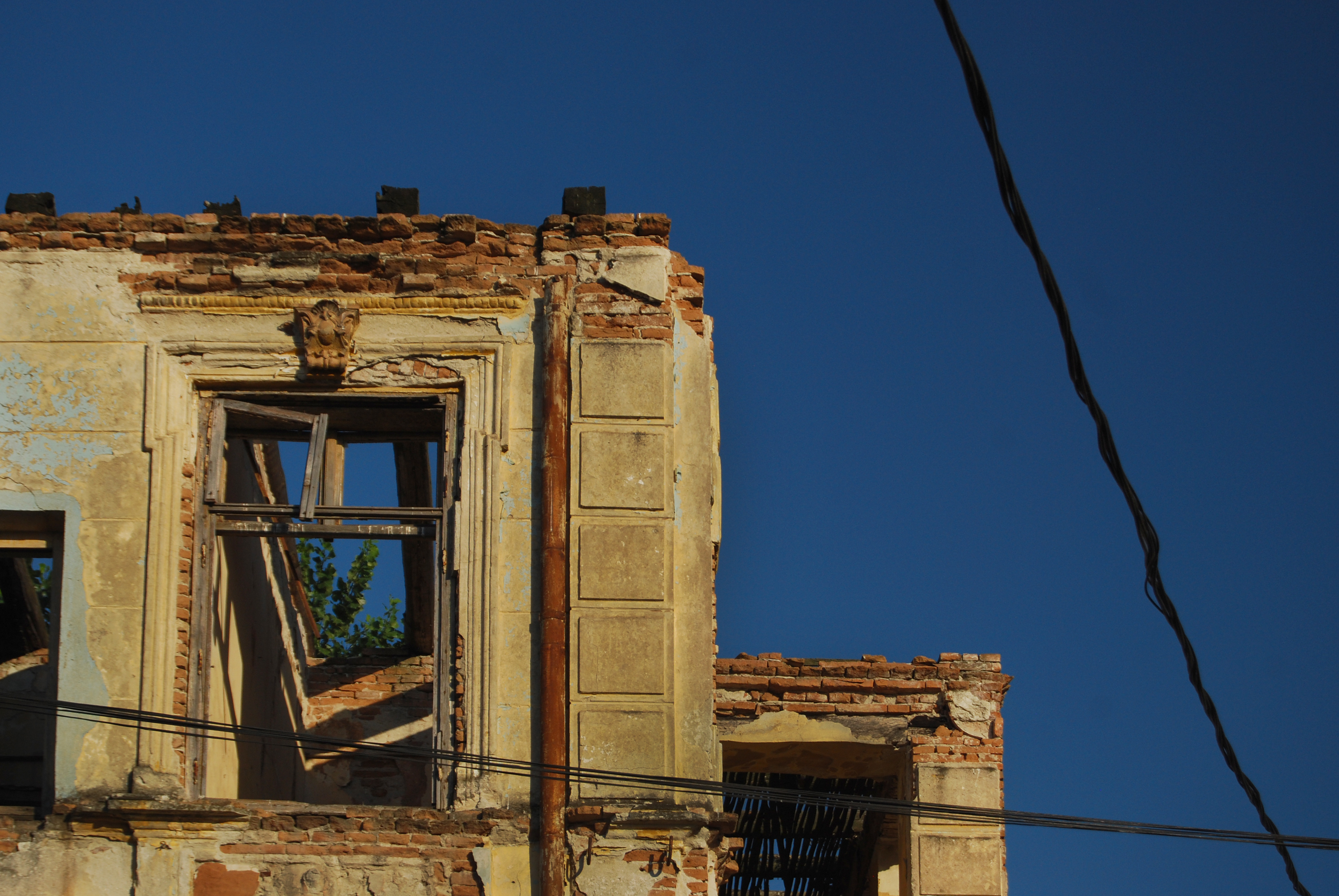
Posta inainte de renovare (detaliu fatada).
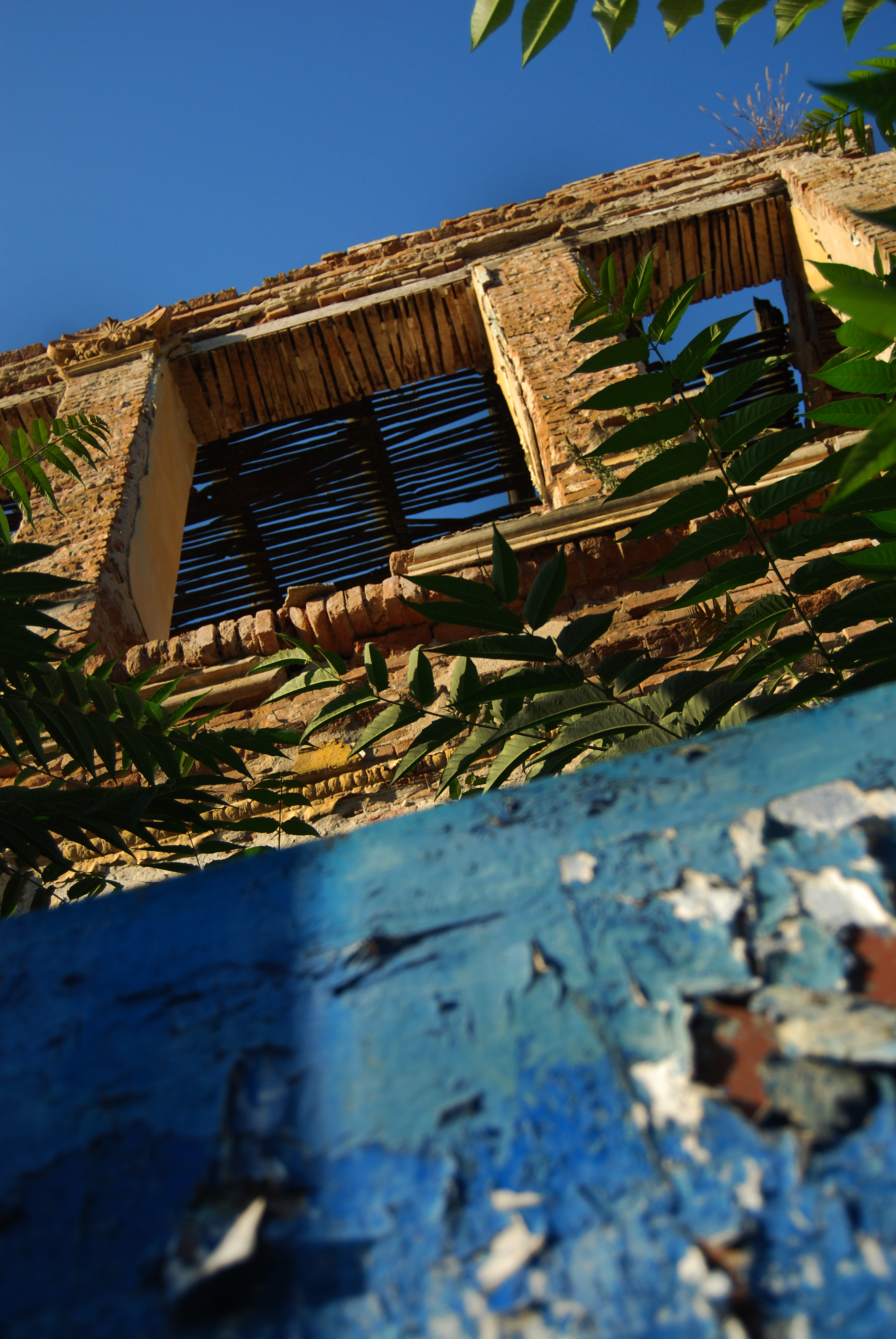
Posta inainte de renovare (detaliu fatada).
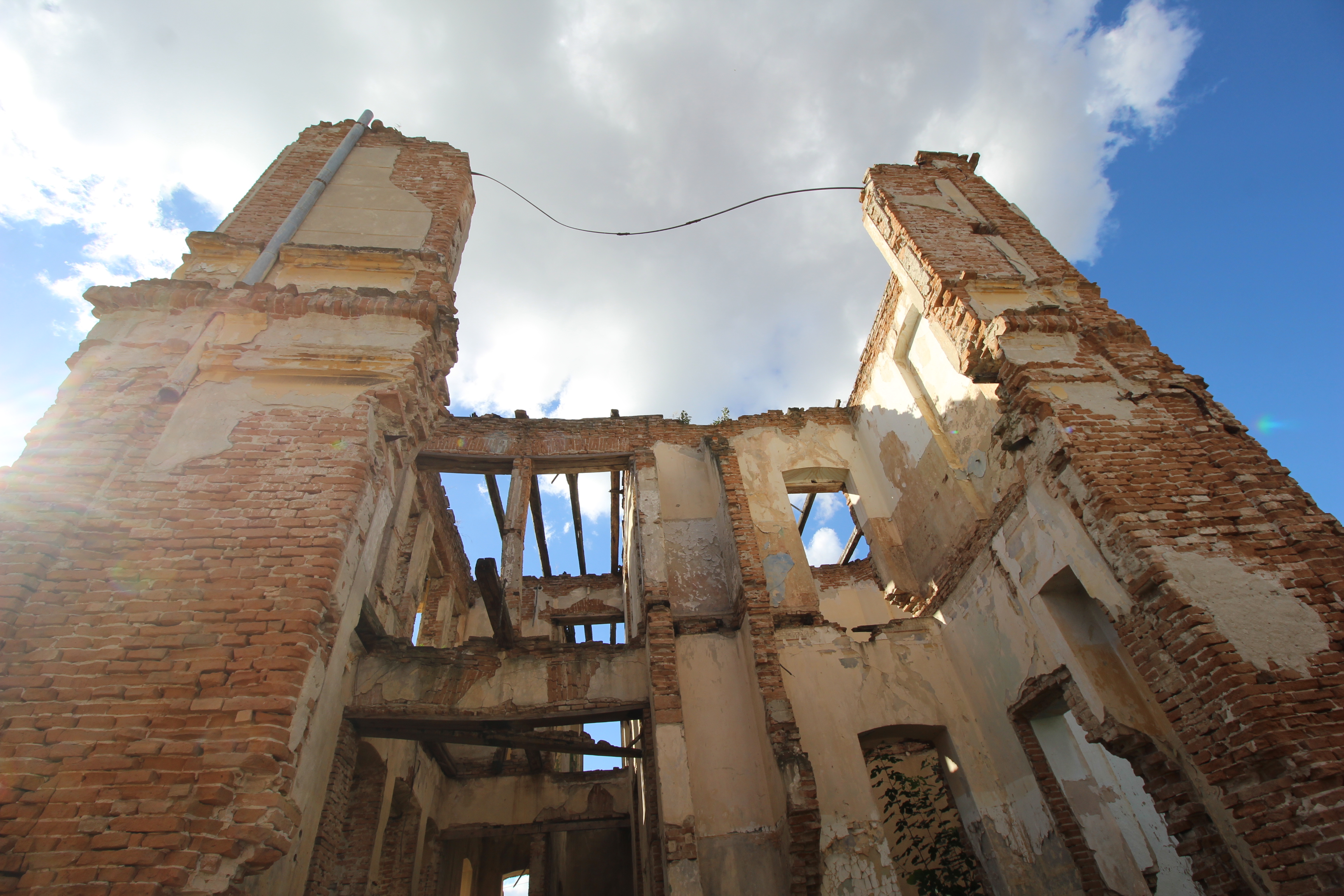
Posta inainte de renovare
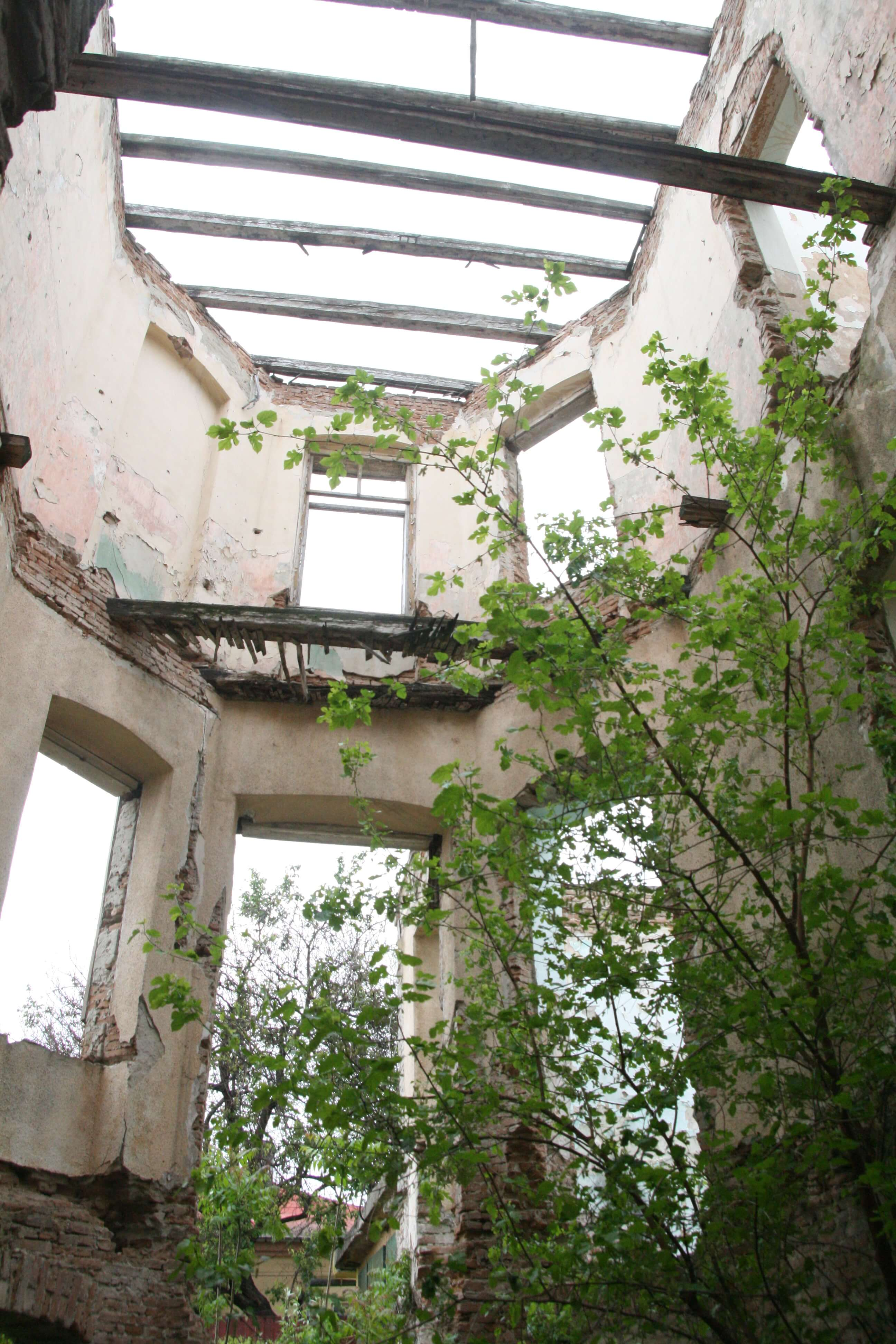
Posta Veche inainte de renovare (interior)
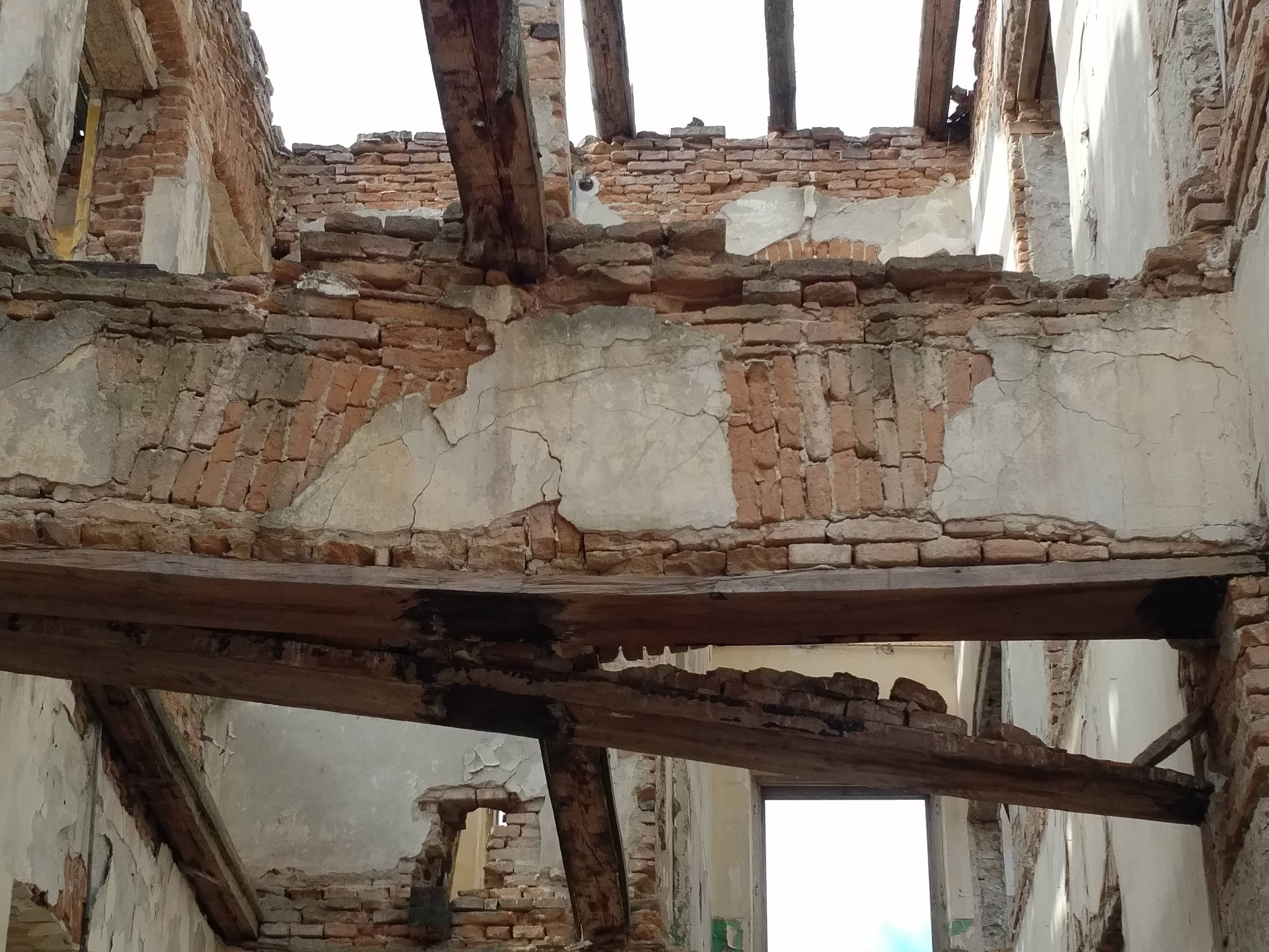
Posta inainte de renovare (interior)
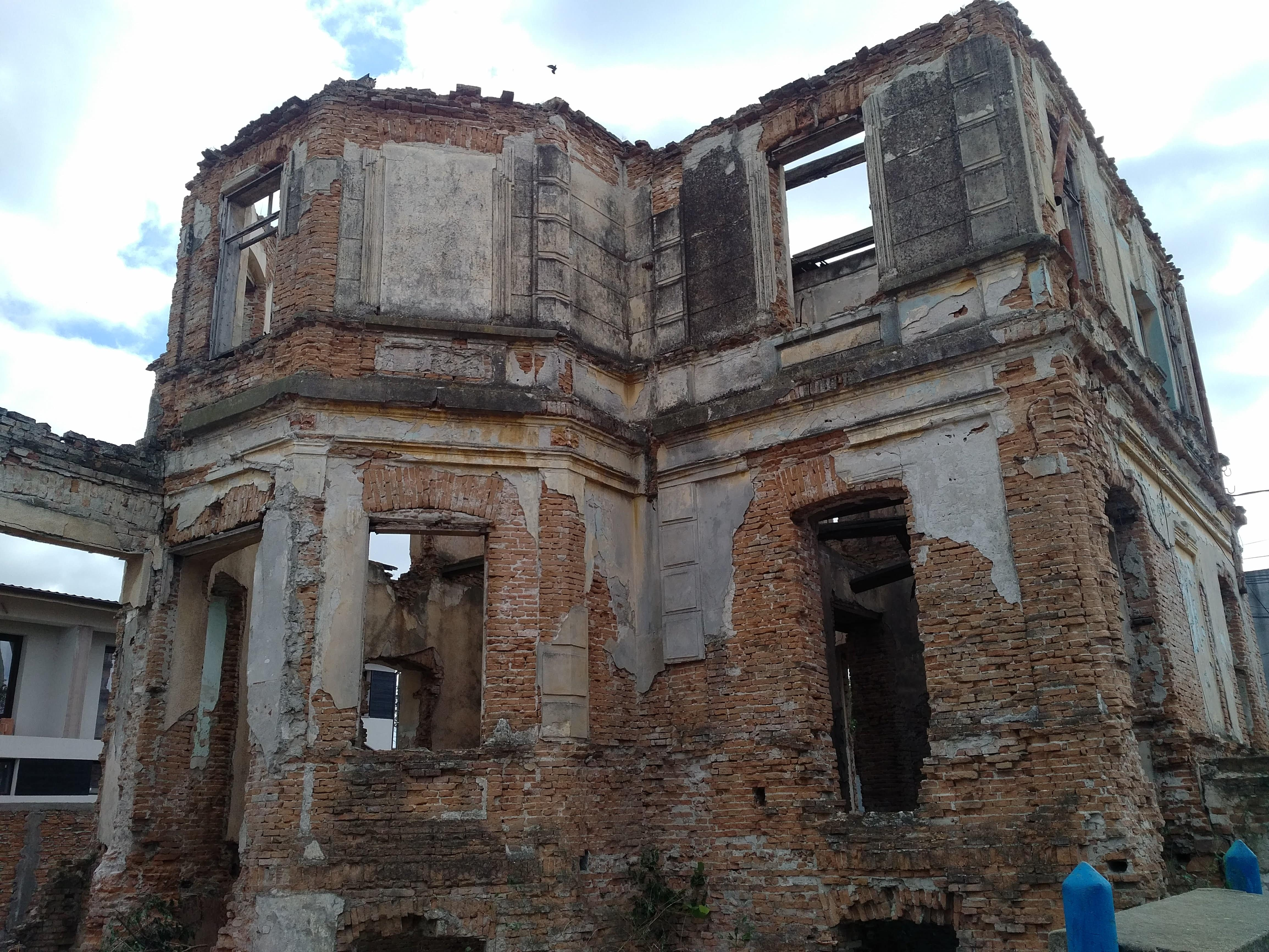
Posta inainte de renovare (exterior)
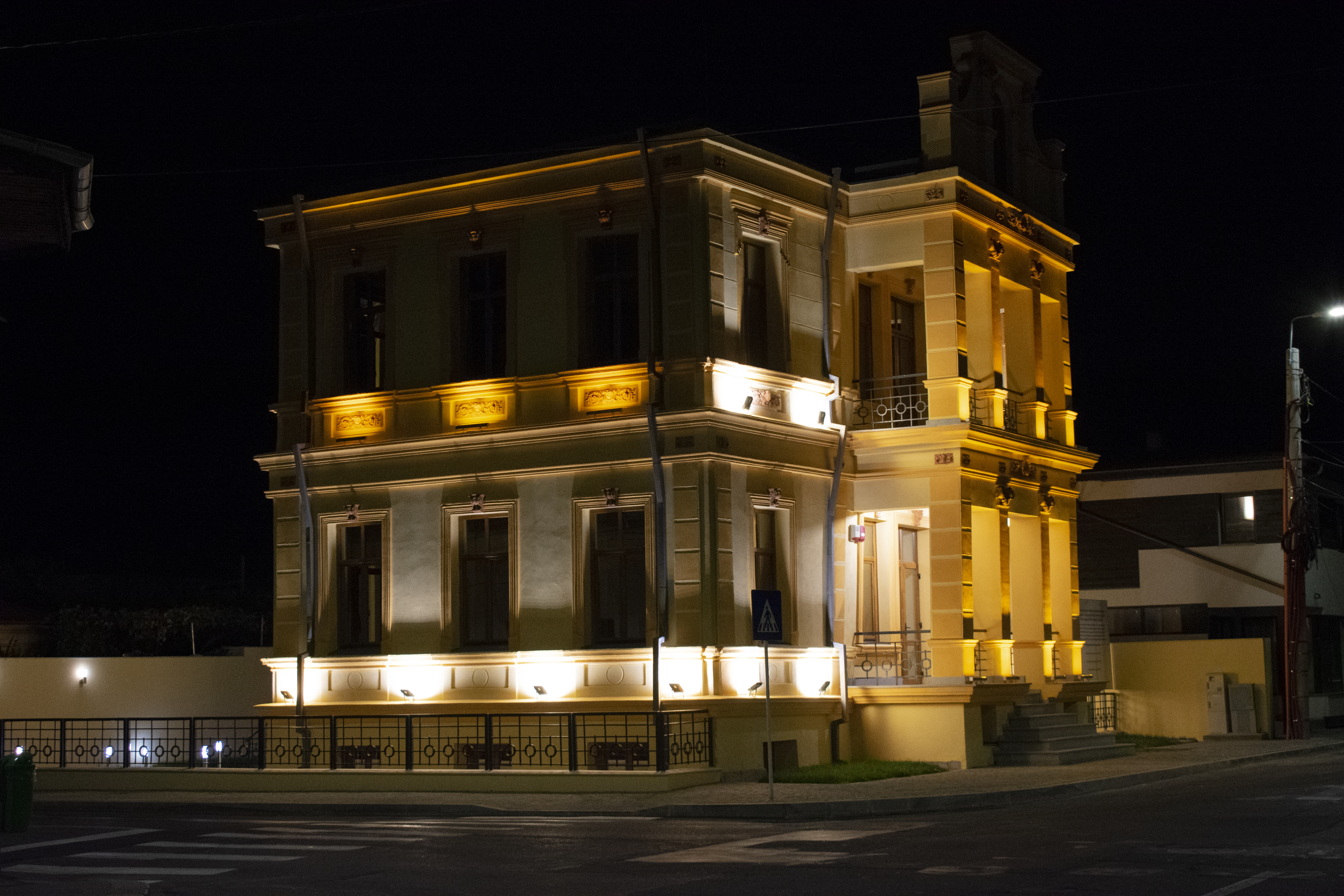
Posta dupa restaurare (perspectiva).
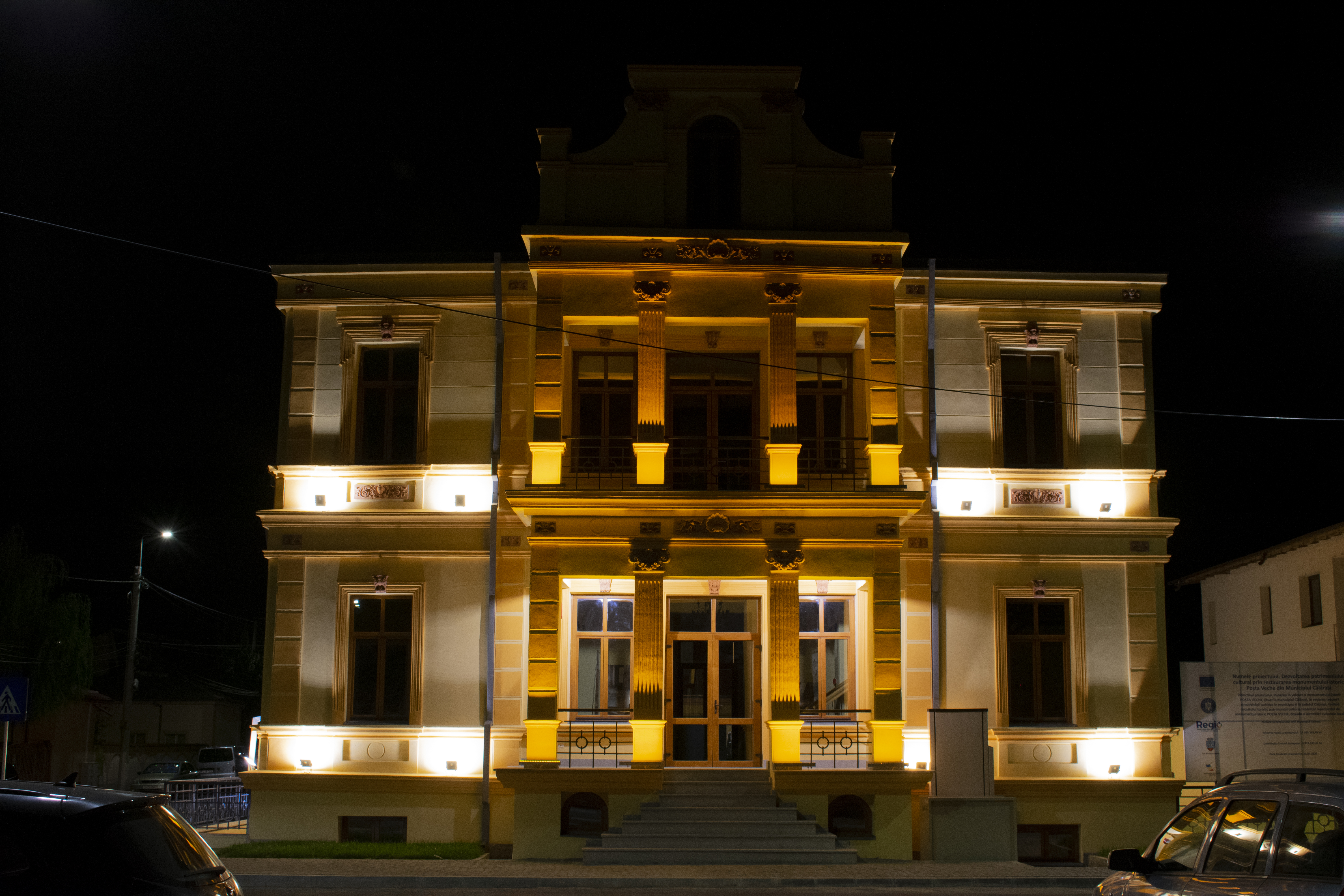
Posta dupa restaurare (frontal).
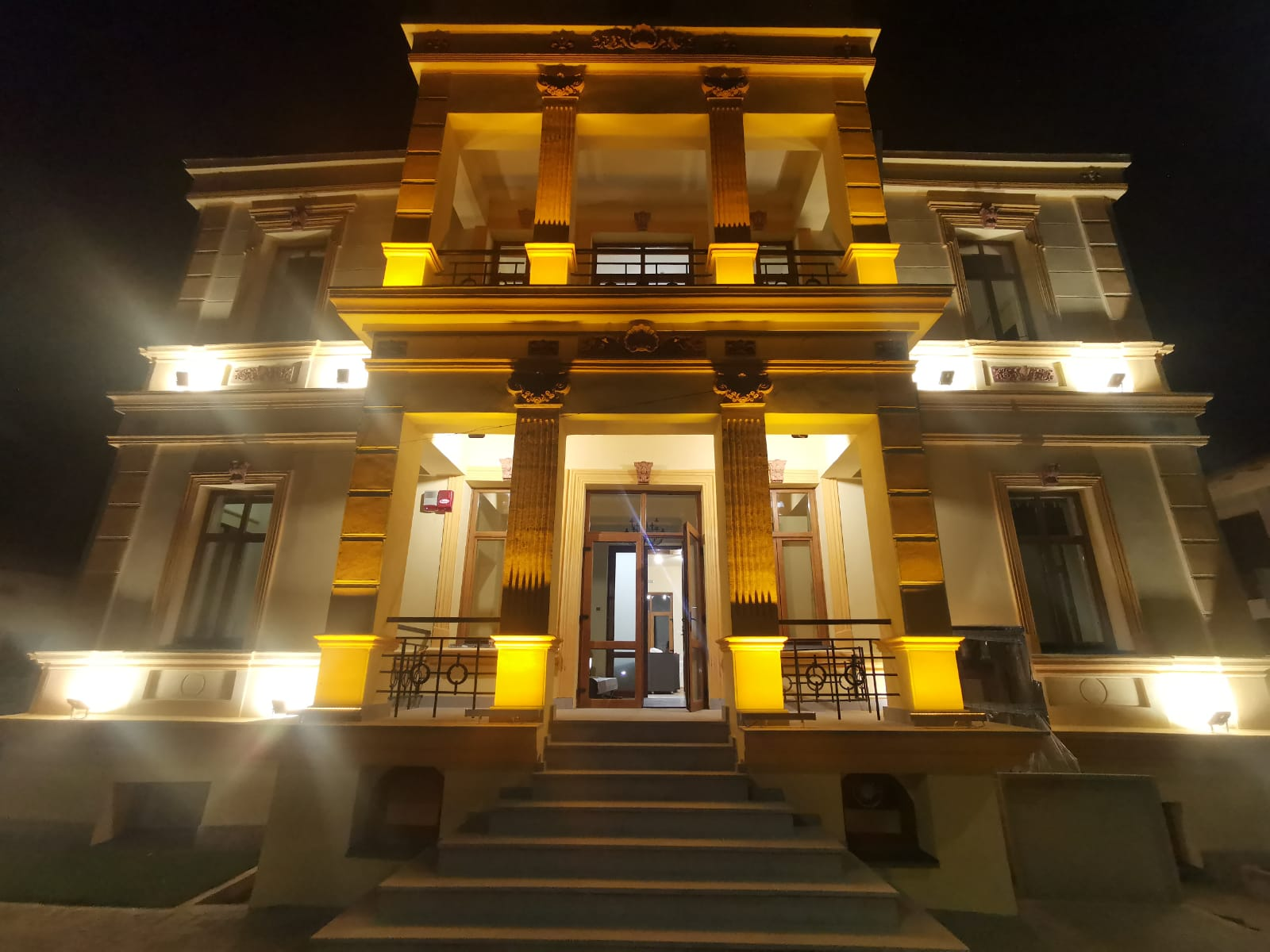
Exterior Posta Veche
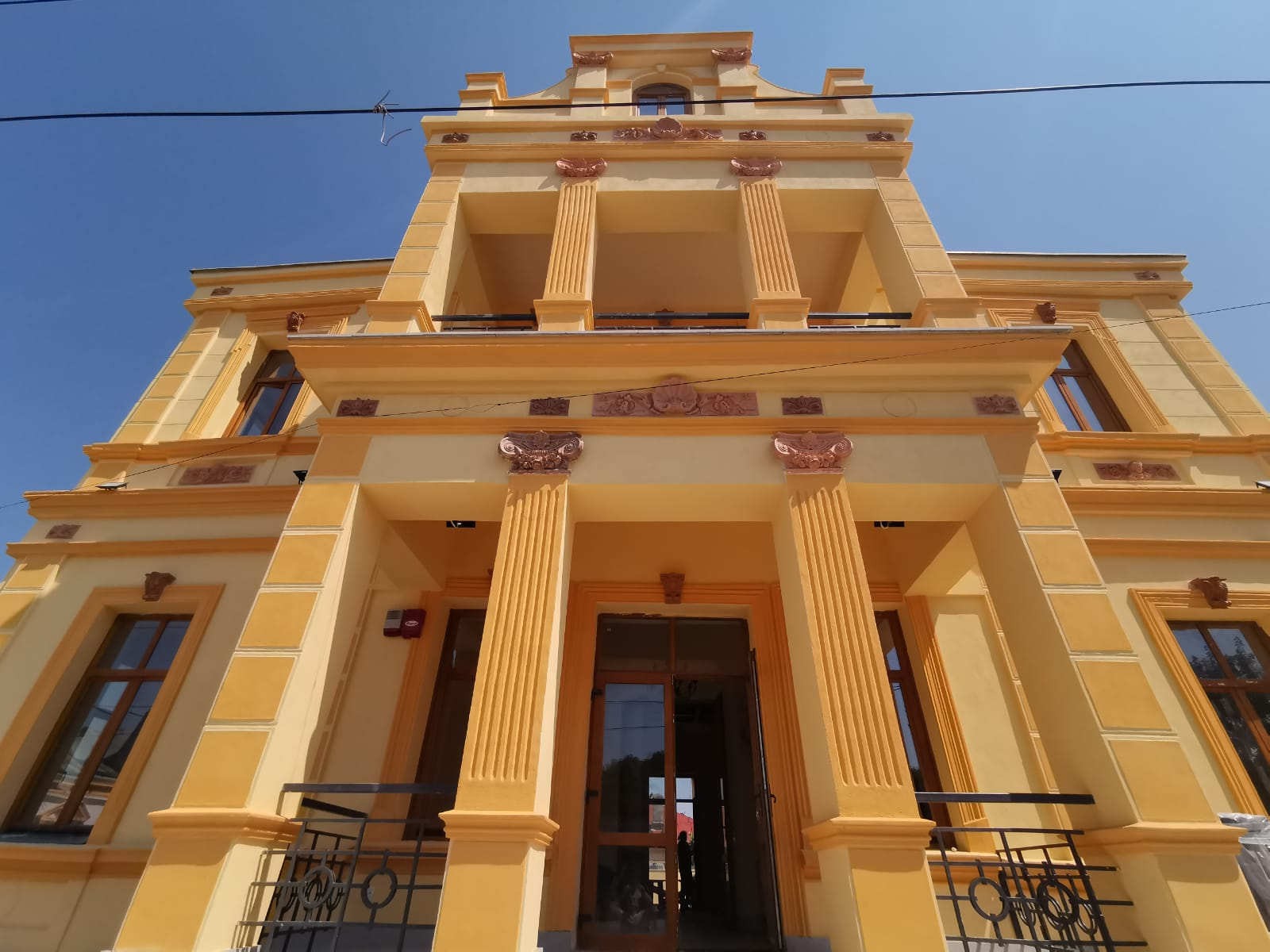
Posta Veche exterior
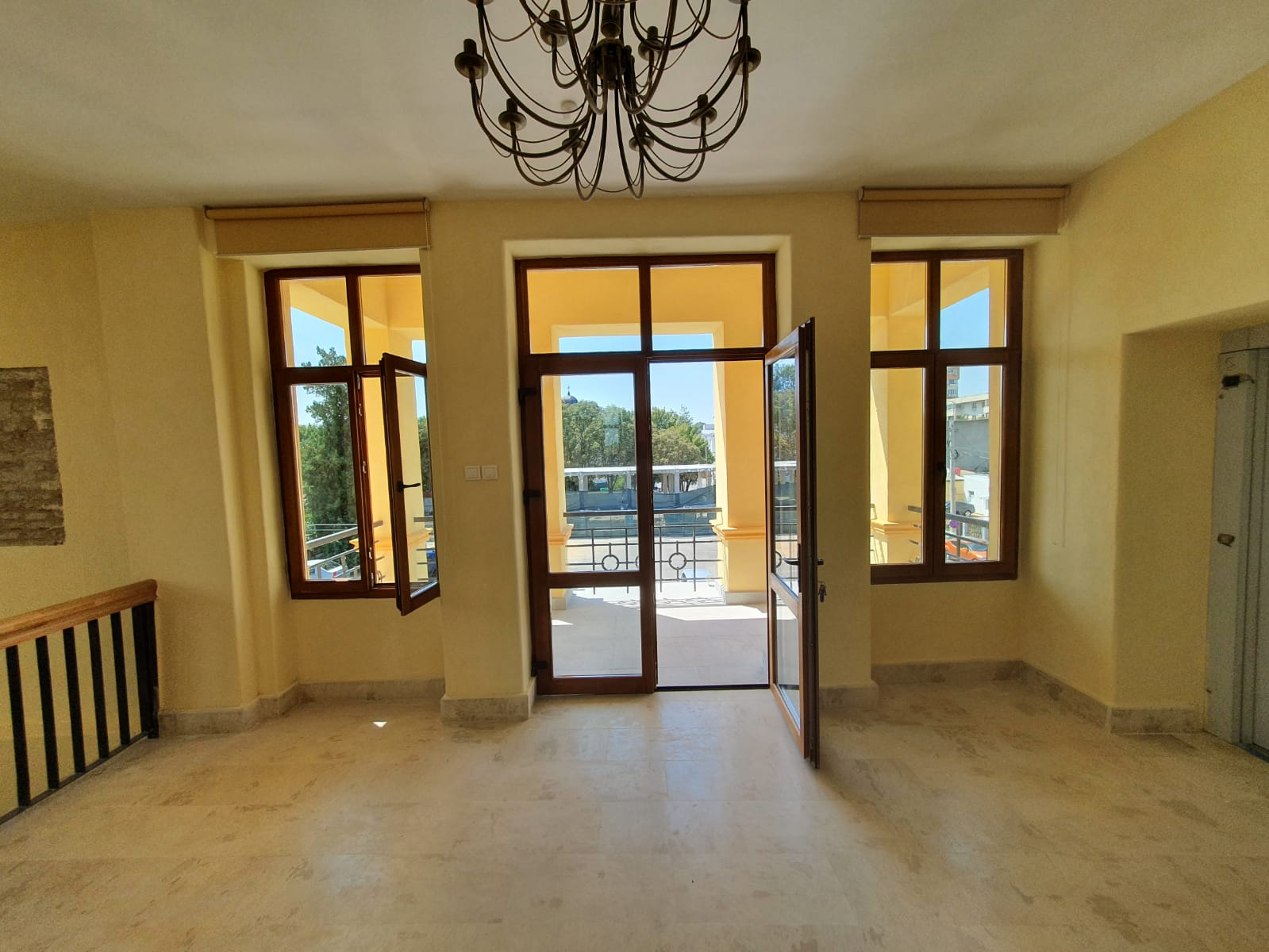
Interior Posta Veche
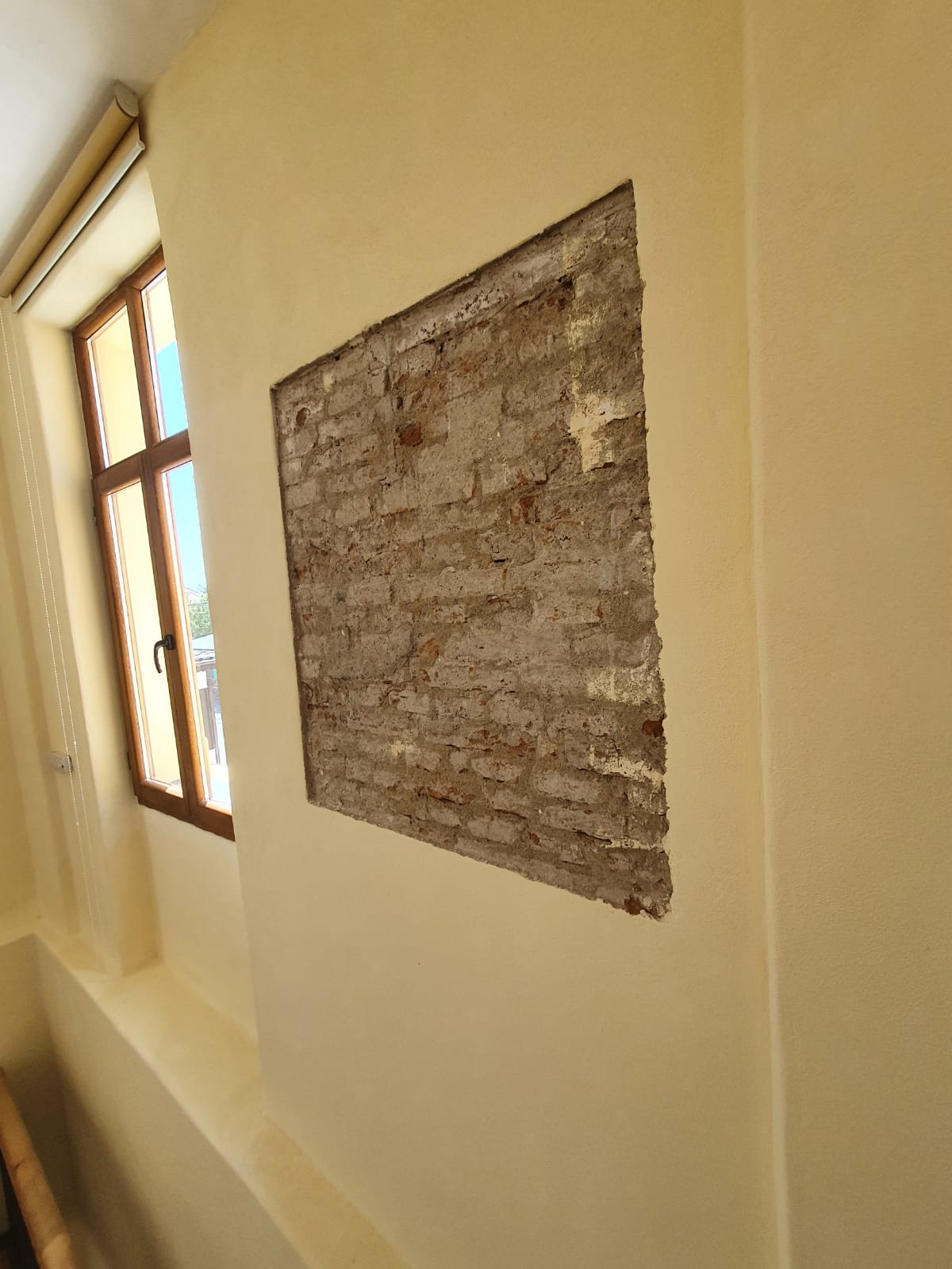
Interior Posta Veche (dupa restaurare)
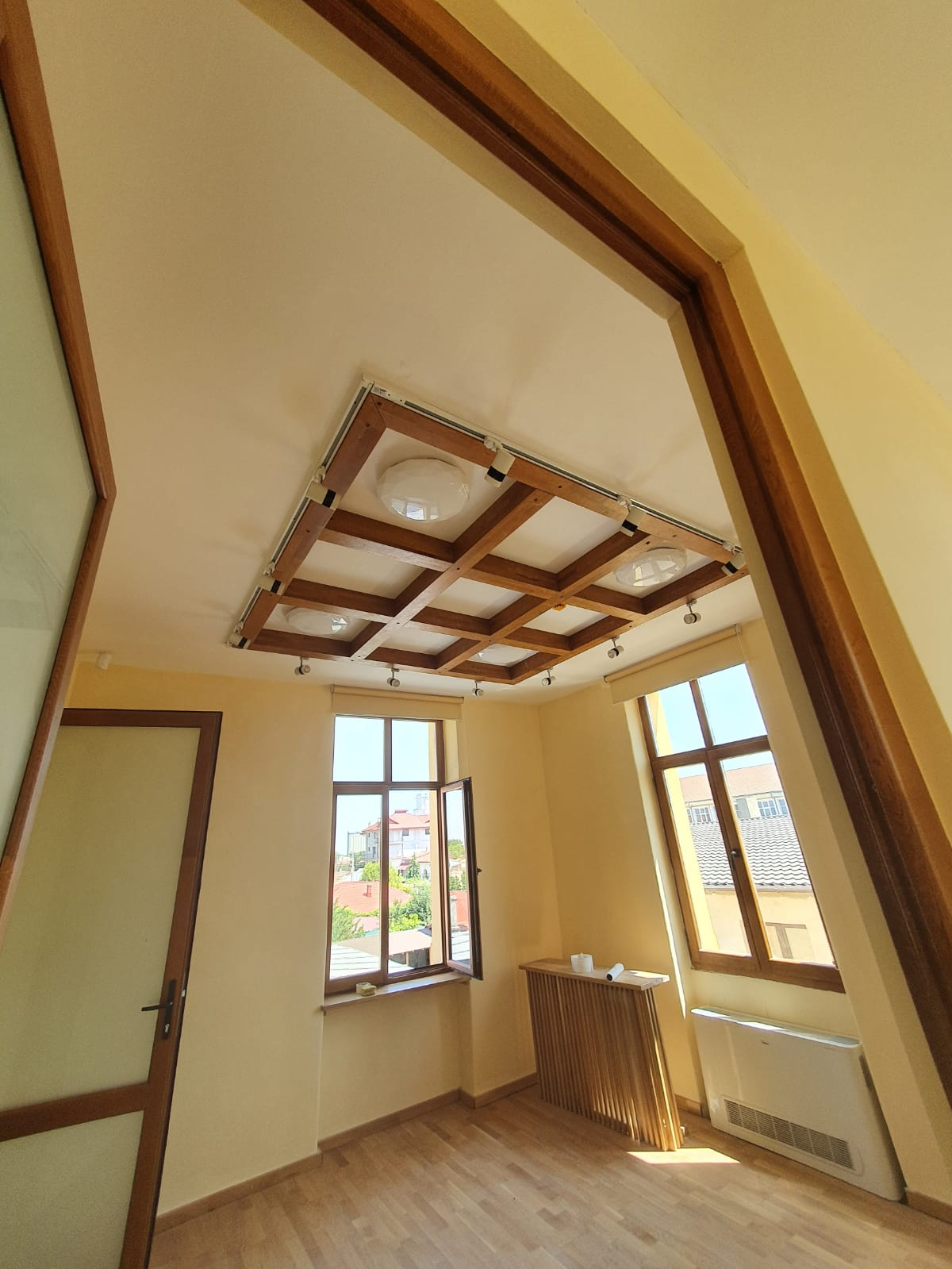
Restaurare interior
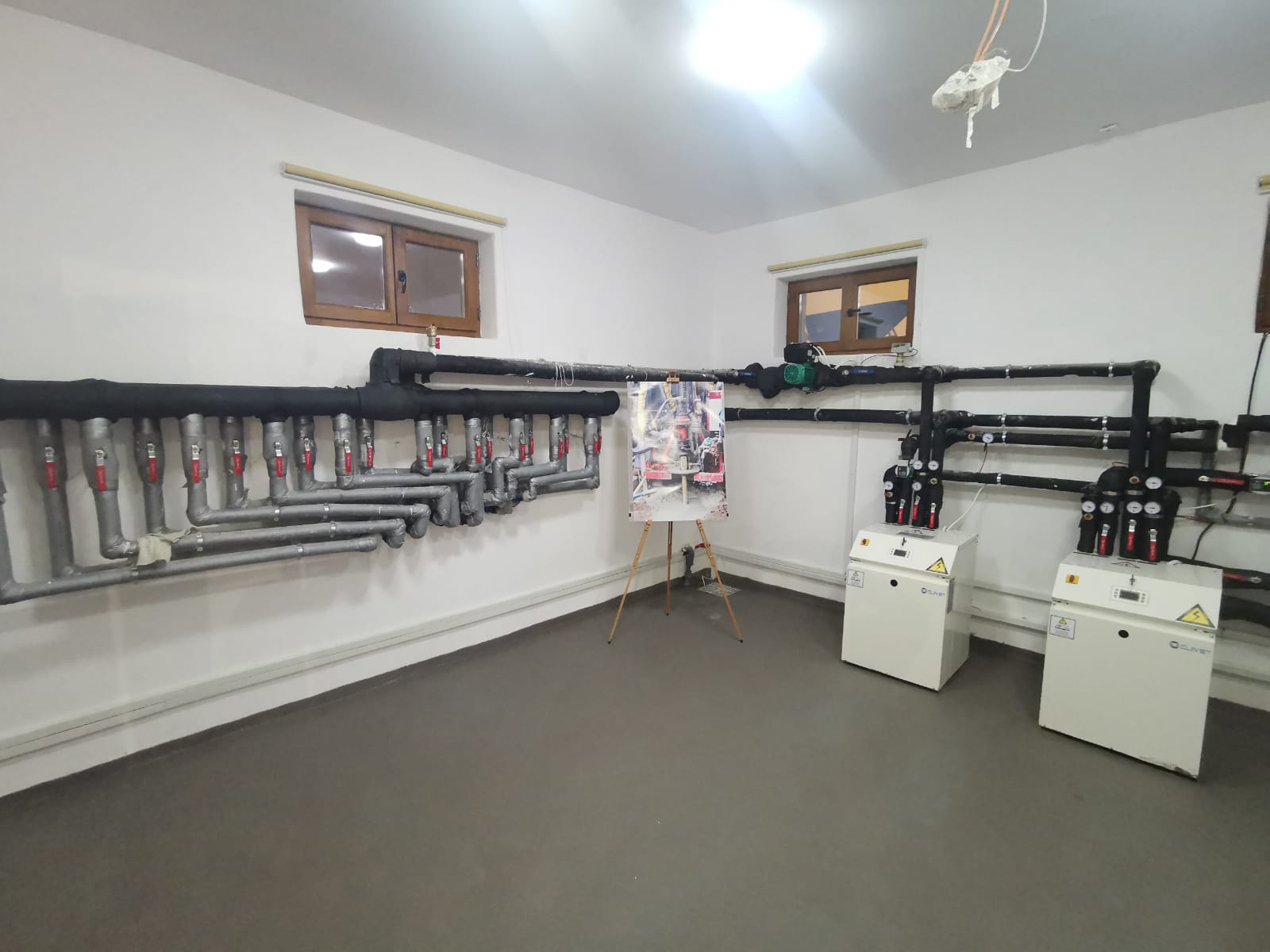
Restaurare interior
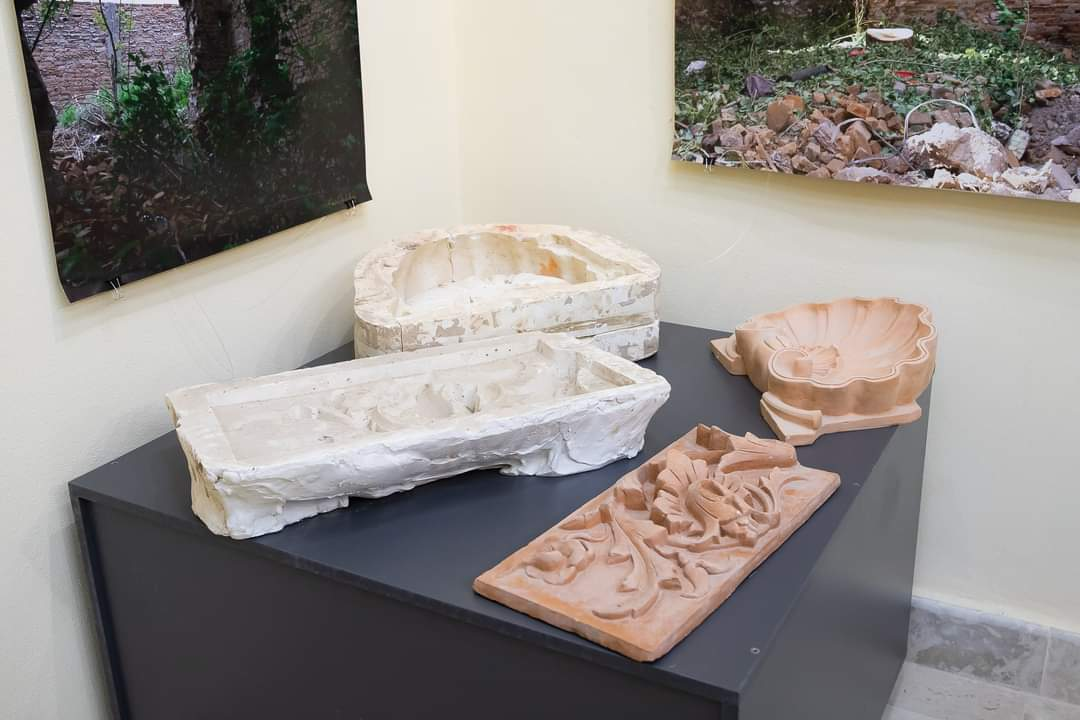
Componente artistice

1. ↑  „Ministerul Culturii - Lista Monumentelor Istorice” (PDF). Arhivat din original (PDF) la 22 martie 2012. Accesat în 26 mai 2016.
2. ↑  „Reabilitare”.[nefuncțională]
3. ↑  „Restaurare”. Arhivat din original la 21 ianuarie 2021.
4. ↑  „tur al Poștei Vechi”.